# القصور الرئاسية في تكريت
القصور الرئاسية في تكريت أو مجمع القصور الرئاسية هو مجموعة من القصور التي شيدها صدام حسين ابان فترة حكمه للعراق في مدينة تكريت وبعد سقوط نظامه تحولت إلى دوائر حكومية وبيوت مسؤولين حكوميين.

## الموقع
تؤتي الملك من تشاء وتنزع الملك ممن تشاء" آية قرآنية حفرت ونقشت على المرمر والرخام عند بوابة مجمع القصور الرئاسية في تكريت، 175كم شمال بغداد، والتي يبلغ عددها 166 قصرا شيدها صدام حسين، على الساحل الأيمن لنهر دجلة، بعد حرب الخليج الثانية عام 1991، واستمر بناؤها خمس سنوات.
على الجانبين الشمالي والجنوبي وجزيرة وسطية في نهر دجلة بنى صدام حسين مجمع قصوره الرئاسية على أطراف تكريت مسقط رأسه، ليراها البعض انها شيدت كفردوس على الأرض، ويبدو انه لم يكن يتوقع مغادرتها يوما وتغدو قصوره إلـ 166 في تكريت وحدها ابنية حكومية وأمنية ومنازل مسؤولين آخرين.
مجمع قصور تكريت واحد من نحو عشرة مجمعات رئاسية في عموم العراق، ويعد أكبر المجمعات بعد المجمع الرئاسي في بغداد، إذ يحوي مجمع تكريت أهم قصرين وهما قصر الفاروق الذي كان قد تعرض للقصف الأميركي خلال غزو العراق وقصر ذو الفقار الذي تحول إلى بناية حكومية ".
ويغطي مجمع القصور الرئاسية الذي تتصدره هذه البوابة مساحة 2,5 ميل مربع من ارض تكريت، ويحتوي على 166 قصرا .
تحيط بالقصور بحيرات صناعية وجزر وحدائق غناء وطرق وممرات، فيما تجسد تصاميمها الهندسية مراحل متعددة من تاريخ الفن المعماري، وفيها تطعيمات زخرفية مغربية وأندلسية حُفرت ونُقشت على أحجار من أفضل أنواع الرخام في العالم.

## مجزرة سبايكر
وقد قتل 1700 طالب عراقي من طلاب القاعدة الجوية في سبايكر في مجمع القصور الرئاسية على يد تنظيم داعش. القتل